# Липницкий, Александр Давидович
Алекса́ндр Дави́дович Липни́цкий (8 июля 1952, Москва — 25 марта 2021, Николина Гора) — советский и российский культуролог, режиссёр, телеведущий, журналист. Деятель русского рока, музыкант группы «Звуки Му» (псевдоним «Липа»).

## Биография
Александр Липницкий родился 8 июля 1952 года в Москве. Посещал английскую спецшколу № 30 в Большом Каретном переулке, где на класс старше учился Пётр Мамонов, с которым подружился за пять лет учёбы. С Мамоновым и его младшим братом Алексеем Бортничуком они посещали разные концерты. Любил музыку группы «Битлз», первые пластинки которой ему подарил посол Индии в СССР Трилоки Натх Кауль. По словам самого Липницкого: всё это было потрясением, наверное, самым сильным из музыкальных сопереживаний и за всю мою последующую жизнь.
Липницкий учился на факультете журналистики МГУ. Начиная с 1975 года печатался в советской периодике, стал специалистом по джазу, также фарцевал пластинками. Коренной переворот в жизни Липницкого случился в 1980 году, причиной чему была встреча с группой «Аквариум», которую он считает самым мощным явлением русского рока. В 1981 году Борис Гребенщиков какое-то время «по причине отсутствия места жительства хорошего» жил в квартире Липницкого. В результате появилась «Песня для Нового Быта», посвящённая А. Липницкому.
Также близко общался с Майком Науменко и группой «Кино», участвовал в организации фестиваля «Тбилиси-80» и так был захвачен деятельностью советских рок-групп, что вскоре сам стал рок-музыкантом, присоединившись к группе «Звуки Му». Липницкий был их бас-гитаристом до 1990 года.
Друг Артемия Троицкого, был знаком с множеством советских и российских музыкантов. Встречался с Джорджем Мартином и работал с Брайаном Ино.
Вместе с Джоанной Стингрэй в 1990—1993 годах делал телепередачу «Red Wave-21». Ведущий телепрограммы «Еловая Субмарина» на канале «Ностальгия». В её рамках были показаны редкие кадры концертов, квартирников, бесед с близкими и друзьями рок-музыкантов — таких как Александр Башлачёв, Майк Науменко, Пётр Мамонов и «Звуки Му», Алексей Хвостенко и «Аукцыон», «Ночной проспект», «Николай Коперник» и «Центр» с Василием Шумовым. С 2010 года вёл программу «Содержание» на радиостанции «Финам FM», посвящённую русскому року. Был постоянным участником таких групп, как «ОтЗвуки Му» и «Гроздья виноградовы», которые фактически являются продолжением «Звуков Му».

### Гибель
Погиб 25 марта 2021 года — пересекая на лыжах замёрзшую Москва-реку у посёлка Николина Гора, Липницкий провалился под лёд и утонул; предположительно, в момент гибели спасал свою собаку Тирекса, провалившуюся в воду. Тело было найдено водолазами утром 27 марта неподалёку от места гибели. Похороны состоялись 30 марта 2021 года на Аксиньинском кладбище в подмосковной деревне Аксиньино.

## Семья
Внук актрисы Татьяны Окуневской и врача-гомеопата Теодора Липницкого. Отец, Давид Теодорович Липницкий (1921—1994), также был врачом-гомеопатом; oтчим Виктор Суходрев был личным переводчиком Н. С. Хрущёва и Л. И. Брежнева. Мать — Инга Суходрев (Окуневская-Варламова) (1933—2013), преподаватель английского языка. Брат — Владимир Липницкий (1954—1985).
Сын Владимир. Дочь Анна. Сын Сергей.

## Фильмография
Источники:
- 1992 Виктор Цой, группа Кино: «Солнечные дни».
- 1993 «40:0 в пользу БГ».
- 1996 Виктор Цой: «Коллекция кино».
- 2005 «Александр Башлачёв. Смертельный полёт».
- Цикл документальных передач «Еловая субмарина» на телеканале «Ностальгия»:

2005 — Илья Кормильцев. Интервью.
2005 — Жанна Агузарова. Интервью.
2006 — «Николай Коперник» и «Ночной проспект».
2006 — «Звуки Му», 2 серии.
2006 — «Глядя в центр». «Центр» и «Вежливый отказ».
2006 — «Вечный пост». Александр Башлачёв.
2006 — Алексей Хвостенко (Хвост) и «АукцЫон».
2006 — Сергей Курёхин и «Поп-механика».
2007 — «Аквариум», 3 серии.
2008 — «Кино», 3 серии.
2008 — Майк из группы «Зоопарк», 2 серии.
2010 — «Странные игры», 2 серии.
2019—2020 — «Машина времени», 3 серии.

## Публикации в прессе
Интервью информационному агентству «ЯрКуб» (март 2016)